# Limnothlypis swainsonii
La parula di Swainson (Limnothlypis swainsonii Audubon, 1834) è una piccola specie della famiglia dei Parulidi. Monotipica, è l'unico rappresentante del genere Limnothlypis Stone, 1914. Il suo nome commemora William Swainson, un ornitologo inglese.

## Descrizione
La parula di Swainson è un uccello canoro piccolo e piuttosto discreto, malgrado abbia dimensioni abbastanza grandi per gli standard dei Parulidi. Gli adulti raggiungono i 12,5–16 cm di lunghezza e gli 11-20,5 g di peso. L'apertura alare è di circa 23 cm. Il piumaggio è bruno-oliva uniforme sulle regioni superiori e bianco-giallo chiaro su quelle inferiori. Presenta una striscia sopracciliare biancastra che corre al di sopra dell'occhio, e la sommità della testa è color marrone-ruggine. Diversamente dalla maggior parte degli altri Parulidi, che sono prevalentemente dimorfici, maschi e femmine di parula di Swainson hanno lo stesso aspetto.

## Distribuzione e habitat
La parula di Swainson è una specie poco frequente, diffusa per lo più nelle aree paludose allagate e nei canneti degli Stati Uniti sud-orientali. Più raramente, si incontra anche nei boschetti di rododendri degli Appalachi meridionali. È una specie migratrice: parte della popolazione migra verso sud-est fino alle Grandi Antille e l'altra verso sud-ovest fino alla regione della penisola dello Yucatán per svernare.

## Biologia
Questa specie inizia a riprodursi verso i 10 mesi di età. Una volta formatasi la coppia, essa rivendica e difende un territorio per la nidificazione. Il nido è piuttosto grande e voluminoso, una struttura fatta di muschio, erba e piccole foglie situata al di sopra del terreno in un groviglio di alte canne o rampicanti. La femmina vi depone da tre a cinque uova. Queste sono bianche e talvolta, ma molto di rado, presentano macchioline marroni. L'incubazione è effettuata dalla sola femmina e si protrae per circa 14 giorni, trascorsi i quali le uova si schiudono. I giovani lasciano il nido circa 12 giorni dopo. Non sappiamo per quanto tempo la coppia rimanga unita, ma una volta formatosi un legame stretto di solito i due partner non si accoppiano con altri uccelli almeno per tutta la corrente stagione di nidificazione. Questi uccelli possono vivere almeno fino a 8 anni.

## Tassonomia
Non viene riconosciuta alcuna sottospecie, ma sembrano esserci alcune differenze tra le popolazioni dell'Arkansas e le altre delle pianure costiere. Potremmo aspettarci che tali differenze siano dovute alla deriva genetica, ma sembra che non vi siano barriere geografiche o ecologiche a limitare il flusso genico. Perfino durante l'ultima era glaciale, quando le temperature medie, le precipitazioni e il livello del mare erano più bassi, sembra che vi fosse stato un esteso habitat contiguo. Chiaramente, qualche fattore che limita il flusso genico è all'opera, ma attualmente non è stato ancora individuato. È possibile che alle due sottopopolazioni corrispondano aree di svernamento differenti.
È noto che in alcuni uccelli migratori la direzione iniziale della migrazione è determinata da meccanismi ereditari piuttosto semplici. I nidiacei nati da una coppia costituita da uccelli appartenenti a sottopopolazioni diverse possono, in alcune specie, cercare di migrare verso una direzione intermedia. Se anche la parula di Swainson facesse così, essa si dirigerebbe verso il bel mezzo dei Caraibi, dove non vi sono punti di svernamento o addirittura di sosta, e l'uccello quasi certamente morirebbe. Per determinare se la parula di Swainson applichi questo meccanismo sono necessarie ulteriori ricerche, che comportino magari anche l'analisi dei dati ricavati dagli inanellamenti.